# Gouvernement Bono III
 Castille-La Manche
Bono II Bono IV
Le gouvernement Bono III est le gouvernement de Castille-La Manche entre le 16 juillet 1991 et le 7 juillet 1995, durant la IIIe législature des Cortes de Castille-La Manche. Il est présidé par José Bono.

## Composition

### Initiale
| Fonction                                 | Titulaire | Titulaire                                  | Parti     |
| ---------------------------------------- | --------- | ------------------------------------------ | --------- |
| Président                                |           | José Bono Martínez                         | PSCM-PSOE |
| Conseiller à l'Économie et aux Finances  |           | Isidro Hernández Perlines                  | PSCM-PSOE |
| Conseiller à l'Agriculture               |           | Fernando López Carrasco                    | PSCM-PSOE |
| Conseiller à l'Éducation et à la Culture |           | Juan Sisinio Pérez Garzón                  | PSCM-PSOE |
| Conseiller à la Politique territoriale   |           | Gregorio Sanz Aguado                       | PSCM-PSOE |
| Conseiller à la Présidence               |           | Alejandro Alonso Núñez                     | PSCM-PSOE |
| Conseillère à la Santé                   |           | María del Carmen Blázquez Martínez         | PSCM-PSOE |
| Conseiller à l'Industrie et au Tourisme  |           | José Luis Ros Maorad                       | PSCM-PSOE |
| Conseiller à l'Industrie et au Tourisme  |           | Francisco Javier Méndez Borra (04/05/1993) | PSCM-PSOE |
| Conseiller aux Administrations publiques |           | Siro Torres García                         | PSCM-PSOE |
| Conseiller au Bien-être social           |           | Antonio Pina Martínez                      | PSCM-PSOE |

### Remaniement du1erseptembre 1993
- Les nouveaux conseillers sont indiqués en gras, ceux ayant changé d'attributions en italique.

| Fonction                                        | Titulaire | Titulaire                                     | Parti     |
| ----------------------------------------------- | --------- | --------------------------------------------- | --------- |
| Président                                       |           | José Bono Martínez                            | PSCM-PSOE |
| Conseiller à l'Économie et aux Finances         |           | Gregorio Sanz Aguado                          | PSCM-PSOE |
| Conseiller à l'Agriculture et à l'Environnement |           | Fernando López Carrasco (jusqu'au 28/06/1995) | PSCM-PSOE |
| Conseiller à l'Éducation et à la Culture        |           | Santiago Moreno González                      | PSCM-PSOE |
| Conseillère à la Santé                          |           | Paloma Fernández Cano                         | PSCM-PSOE |
| Conseiller à l'Industrie et au Tourisme         |           | Alejandro Alonso Núñez                        | PSCM-PSOE |
| Conseiller aux Administrations publiques        |           | Antonio Pina Martínez                         | PSCM-PSOE |
| Conseiller au Bien-être social                  |           | Fidel Martínez Palomares                      | PSCM-PSOE |
| Conseiller aux Travaux publics                  |           | Aureliano López Heredia                       | PSCM-PSOE |
| Conseiller porte-parole du gouvernement         |           | Emiliano García-Page Sánchez                  | PSCM-PSOE |